# گاستون سوئیس
گاستون سوئیس (انگلیسی: Gaston Suisse; december ۱, ۱۸۹۶ – ۷ مارس ۱۹۸۸ (۹۱ سال)) نقاش، و طراح اهل فرانسه بود.